# Melegföldvár
Melegföldvár (Feldioara), település Romániában, Kolozs megyében.

## Fekvése
Katonától északra, Feketelak, Buza és Kapor közt fekvő település.

## Nevének eredete
Nevét – Kádár József adatai szerint – a község felett emelkedő hegyen volt egykori földvára után kapta, meleg előtagját pedig a déli nap hevének kitett kopár, meleg hegyoldalról vette.

## Története
A hagyomány szerint a falu egykor nem mai helyén, hanem a községtől mintegy 2 kilométernyire fekvő Nyerges határrészen állt, és csak 1300 körül költözött mai helyére.
Nevét többféle változatban is írták: 1327-ben Feulduar, 1359-ben Feldvar,  1460-ban Fewldwar, 1463-ban Halliog-allia vagy Holyagalja 1667-ben Melegh-Földvár néven említették az oklevelek.
1316 előtt Moys fia Ehelleus birtoka volt, akitől Károly Róbert király elvette, és a Tomaj nemzetségből származó losonci Dénes fia Tamás kapta meg.
1327-ben elrendelték határjárását is a vele összefüggő Katona és Cég birtokokkal.
1461-ben losonci Bánffy István fiai János, György és Mihály a néhai Cserényi Miklósnak földvári részét Földvári Nagy Gáspárnak és fiainak Lászlónak és Mihálynak adták zálogba.
1500-ban losonci Bánffy László, Ferenc és István azzal az összeggel, melyért ősük néhai Bánffy István egykor Földvárt Nagy Gáspárnak vetette zálogba, most ők Földvári Nagy Gáspár fiától Lászlótól, Cserényi Istvántól és Iklódi Kelementől szerették volna visszaváltani. Ezek azonban azt állítva, hogy ők Földvár egyik felét 1430 óta, másik felét pedig 1440 óta birják, a zálogösszeget el nem fogadták s a Bánffyakat perre utasították.
1515-ben Bánffy Mihály fiai Péter és András itteni részüket Földvári Jánosnak adományozták, majd 1516-ban losonci Bánffy István, László, Péter, András és Kristóf néhai id. Bánffy János fiának ifj. Bánffy Jánosnak itteni részét azaz Földvár felét ezen ifj. Bánffy János nejének hitbére fejében bátori szaniszlófi Istvánnak, kinek anyja azon id. Bánffy János leánya volt, átengedik.
1518-ban Bánffy László és fiai Miklós, Bernát, László és Kristóf itteni udvarházukat és 5 telküket Földváry Jánosnak adományozták.
1569-ben birtokosai néhai Földváry György gyermekei: János, György és Anna 13 és néh. Földváry János fia Gáspár, fia István, 1580-ban Kozárváry Gergely, Földváry István, Györgyfalvi Zsigmond, Golopy Farkas.
1586-ban Györgyfalvy Zsigmond örökös nélküli halála után része Földváry Istvánra és néhai Földváry György fiára Györgyre szállt.
1670-ben Földváry Ferenc gyermekei: Ferenc és Pál, Petrichevich Horváth Kozmáné Folti Borbála (Földváry Ferenc Erzsébet nevű leányának gyermeke) a hagyatékot maguk közt három részre osztották.
Lakosai kezdet óta magyarok. 1603-as összeírás szerint az előző évi háború alkalmával a Basta és Mihály vajda vallon, német, olasz, román, rác és magyar hajdúi úgy elpusztították, hogy csak 3 lakosa maradt. A románok a 19. század elején kezdenek betelepedni a kipusztult magyarság helyére.
1910-ben 950 lakosából 451 magyar, 479 román volt. Ebből 25 római katolikus, 498 görögkatolikus, 409 református volt.
A trianoni békeszerződés előtt Szolnok-Doboka vármegye Kékesi járásához tartozott.

## Látnivalók
- Református templom

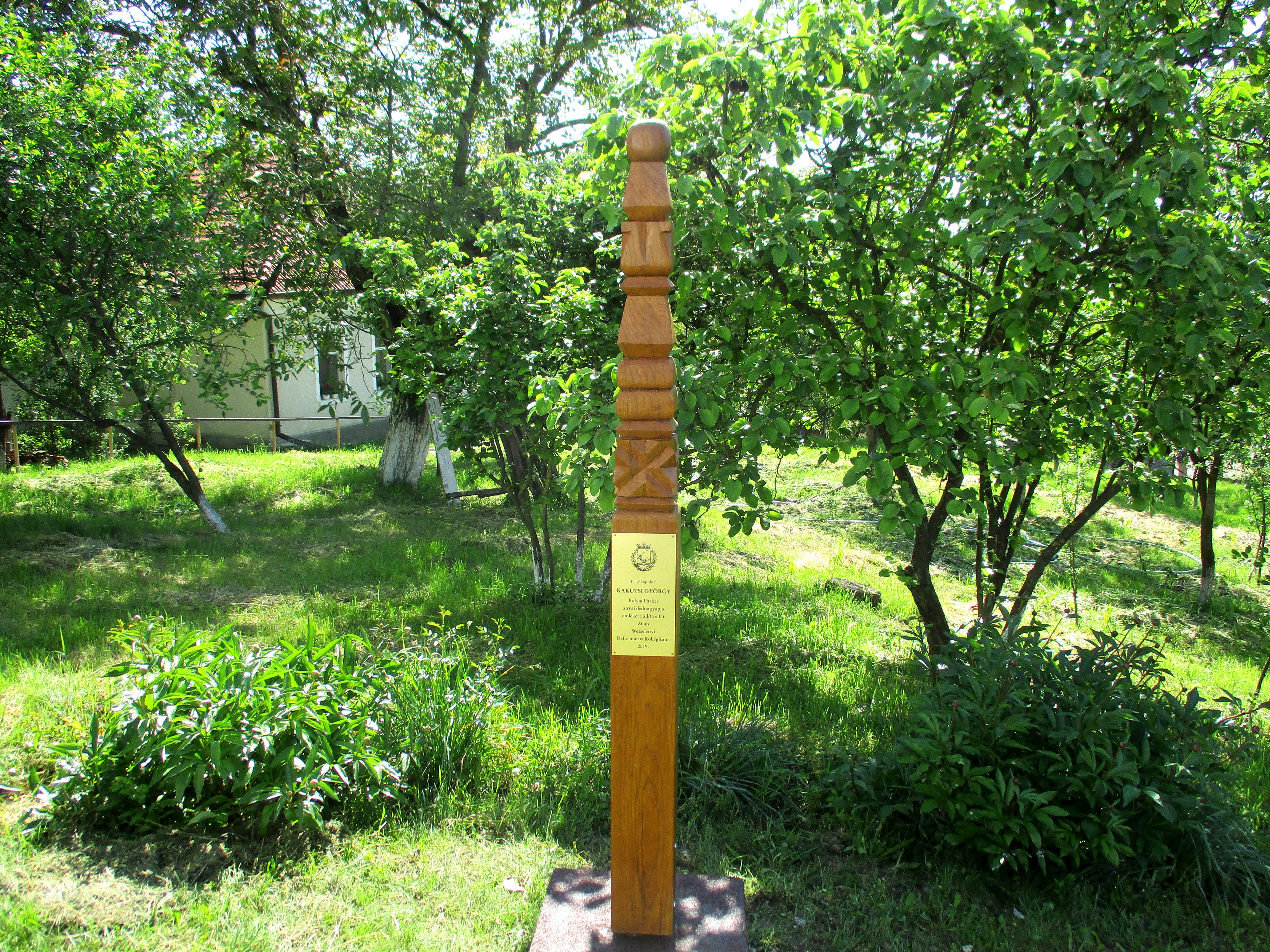
Kopjafa Kakutsi György emlékére

- Kopjafa a református templom kertjében felsőkápolnai Kakutsi György emlékére, aki Bolyai Farkas anyai dédapja volt. Emelték 2019. május 19-én Bandi Árpád jóvoltából.